# Laouamra
Laouamra  (in arabo العوامرة‎?) è un centro abitato e comune rurale del Marocco situato nella provincia di Larache, regione di Tangeri-Tetouan-Al Hoceima. Conta una popolazione di 40 605 abitanti (censimento 2014).